# Corea del Sur en los Juegos Olímpicos de Milán-Cortina d'Ampezzo 2026
Corea del Sur participará en los Juegos Olímpicos de Milán-Cortina d'Ampezzo 2026. El responsable del equipo olímpico es el Comité Olímpico Coreano, así como las federaciones deportivas nacionales de cada deporte con participación.